# All Hope Is Gone
Pour l’article homonyme, voir All Hope Is Gone (chanson).
Albums de Slipknot
9.0: Live
(2005) Antennas to Hell
(2012)
All Hope Is Gone est le quatrième album studio du groupe de metal américain Slipknot, sorti le 25 août 2008 sous le label Roadrunner Records.

## Classements et ventes de l'album
C'est le premier album du groupe à débuter à la première place du classement Billboard 200.
All Hope Is Gone a atteint la première place des ventes d'albums dans le monde la première semaine de sa sortie.
L'album a également atteint la première place des charts en Australie, en Autriche, au Canada, en Finlande, en Nouvelle-Zélande, en Suède, en Suisse, aux États-Unis, etc. réalisant ainsi les meilleures performances dans les charts pour un album du groupe. En France, l'album est rentré à la troisième place des ventes sans soutien de la télé ni de la radio.
C'est aussi le premier album du groupe à avoir atteint la première place au European Top 100 Albums.
Un an après sa sortie, All Hope Is Gone s'était écoulé à 5 500 000 exemplaires à travers le monde (Du 25 août 2008 au 31 août 2009).

## Édition limitée
Une version limitée de l'album contient trois titres supplémentaires, ainsi qu'un livret de 40 pages et un DVD contenant le making of de l'album. Le DVD dure 35 minutes de documentaire dirigé par le percussionniste Shawn Crahan à propos de l'enregistrement et de sa conception. Il contient des photos prises au studio d'enregistrement ainsi que l'enregistrement des titres Child of Burning Time, Dead Memories, Snuff, Vendetta, This Cold Black, Psychosocial, .execute., All Hope Is Gone et Sulfur.

## Liste des titres
| 1.    | .execute.                   | 1:48 |
| 2.    | Gematria (The Killing Name) | 6:02 |
| 3.    | Sulfur                      | 4:37 |
| 4.    | Psychosocial                | 4:42 |
| 5.    | Dead Memories               | 4:28 |
| 6.    | Vendetta                    | 5:15 |
| 7.    | Butcher's Hook              | 4:14 |
| 8.    | Gehenna                     | 6:53 |
| 9.    | This Cold Black             | 4:40 |
| 10.   | Wherein Lies Continue       | 5:37 |
| 11.   | Snuff                       | 4:36 |
| 12.   | All Hope Is Gone            | 4:44 |
| 57:57 |                             |      |

| Titres présents sur version spéciale seulement | Titres présents sur version spéciale seulement | Titres présents sur version spéciale seulement | Titres présents sur version spéciale seulement | Titres présents sur version spéciale seulement | Titres présents sur version spéciale seulement | Titres présents sur version spéciale seulement | Titres présents sur version spéciale seulement | Titres présents sur version spéciale seulement | Titres présents sur version spéciale seulement |
| No                                             | Titre                                          | Durée                                          |                                                |                                                |                                                |                                                |                                                |                                                |                                                |
| ---------------------------------------------- | ---------------------------------------------- | ---------------------------------------------- | ---------------------------------------------- | ---------------------------------------------- | ---------------------------------------------- | ---------------------------------------------- | ---------------------------------------------- | ---------------------------------------------- | ---------------------------------------------- |
| 13.                                            | Child Of Burning Time                          | 5:10                                           |                                                |                                                |                                                |                                                |                                                |                                                |                                                |
| 14.                                            | Vermilion Pt. 2 (Bloodstone Mix)               | 3:39                                           |                                                |                                                |                                                |                                                |                                                |                                                |                                                |
| 15.                                            | Til We Die                                     | 5:45                                           |                                                |                                                |                                                |                                                |                                                |                                                |                                                |
| 72:30                                          |                                                |                                                |                                                |                                                |                                                |                                                |                                                |                                                |                                                |

## Formation
- #8 Corey Taylor : Chant
- #7 Mick Thomson : Guitare
- #6 Shawn Crahan : Percussions / Backing vocals
- #5 Craig Jones : Samples
- #4 James Root : Guitare
- #3 Chris Fehn : Percussions / Backing vocals
- #2 Paul Gray : Basse
- #1 Joey Jordison : Batterie
- #0 Sid Wilson : platines

## Autour de l'album
Dans l'album, deux chansons, Snuff et Dead Memories, font état d'une rupture douloureuse pour Corey Taylor.[réf. nécessaire]
Les chansons Psychosocial et Sulfur sont disponibles en option dans le jeu Rock Band ; Psychosocial est également présente dans le jeu Guitar Hero 6: Warriors Of Rock ; enfin, la chanson Sulfur figure dans le jeu vidéo Motorstorm: Pacific Rift sur la console Playstation 3.

## Certifications
| Pays                    | Certification |
| ----------------------- | ------------- |
| Allemagne (BVMI)        | Or            |
| Australie (ARIA)        | Or            |
| Canada (Music Canada)   | Platine       |
| États-Unis (RIAA)       | Platine       |
| Norvège (IFPI)          | Or            |
| Nouvelle-Zélande (RMNZ) | Or            |
| Royaume-Uni (BPI)       | Or            |
| Russie (NFPF)           | Or            |